# Mariana Bandhold
Mariana Vasconcelos Bandhold, conhecida como Mariana Bandhold (Cascais, 21 de Novembro de 1995), é uma cantora, atriz e compositora portuguesa. Foi concorrente na segunda edição do The Voice Portugal.

## Biografia
Mariana Vasconcelos Bandhold nasceu em Cascais, na Riviera Portuguesa, filha da cantora portuguesa Ana Vasconcelos e um pai americano. Frequentou a Carlucci American International School of Lisbon, em Sintra, e posteriormente se formou no Colégio e Conservatório de Artes da Academia Americana de Música e Drama, em Hollywood, Califórnia, Estados Unidos.
Começou a cantar aos 7 anos. Já actuava aos 12 anos, quando interpretou o papel de Louisa von Trapp na produção do diretor português Filipe La Féria de Música no Coração, no Teatro Politeama em Lisboa.
Em 2014, participou na segunda edição do The Voice Portugal, na equipa de Mickael Carreira. Avançou como semifinalista, mas foi eliminada nas Galas ao vivo. A mãe de Bandhold participou na terceira edição do The Voice Portugal.
Em 2022, Bandhold compôs e executou a voz da música "Fado Português", originalmente cantada por Amália Rodrigues e escrita por José Régio e Alain Oulman, no filme Amsterdam (filme).

## Discografia
| Ano  | Título                   | Álbum                            |
| ---- | ------------------------ | -------------------------------- |
| 2007 | License to Kill          | Família Superstar Bandas Sonoras |
| 2007 | Over the Rainbow (cover) | Família Superstar Bandas Sonoras |
| 2016 | Queen of Hearts          | Single                           |
| 2017 | Carried Away             | Single                           |

## Televisão
| Ano  | Título             | Temporada       |
| ---- | ------------------ | --------------- |
| 2007 | Família Superstar  | Primeira edição |
| 2014 | The Voice Portugal | Segunda edição  |

## Filmografia
| Ano  | Titulo            | Notas                               |
| ---- | ----------------- | ----------------------------------- |
| 2022 | Amsterdam (filme) | Vocais, Intérprete "Fado Português" |

## Teatro
| Ano  | Produção                             | Papel            | Teatro                   |
| ---- | ------------------------------------ | ---------------- | ------------------------ |
| 2006 | Música no Coração de Filipe La Féria | Louisa von Trapp | Teatro Politeama, Lisboa |